# Regla del pene pequeño
La "regla del pene pequeño" es una estrategia informal empleada por para evadir juicios por difamación. Fue descrita en un artículo en The New York Times en 1998:

"For a fictional portrait to be actionable, it must be so accurate that a reader of the book would have no problem linking the two," said Mr. Friedman. "Thus," he continued, "libel lawyers have what is known as 'the small penis rule.' One way authors can protect themselves from libel suits is to say that a character has a small penis, Mr. Friedman said. "Now no male is going to come forward and say, 'That character with a very small penis, that's me!’".
«Para que un retrato ficticio sea procesable, debe ser tan preciso que el lector del libro no tenga problemas vinculando a ambos ―dijo Friedman―. De esta manera, los abogados especialistas en difamación usan lo que se conoce como "la regla del pene pequeño". Una manera en la que los escritores pueden protegerse de juicios por difamación es decir que el personaje tiene un pene pequeño. Ahora ningún hombre va a hacer una denuncia diciendo: "¡Ese personaje con el pene muy pequeño soy yo!"».

La regla del pene pequeño fue aludida en 2006 en una disputa entre el periodista Michael Crowley y el escritor Michael Crichton. Crowley alegó que después de escribir una reseña poco favorable de la novela de Crichton Estado de miedo, Crichton lo difamó incluyendo un personaje llamado "Mick Crowley" en la novela Next. En la novela, Mick Crowley es un violador de menores, descrito como un periodista de Washington, graduado en Yale, pero con un pene pequeño.